# ONCF E 1100
Die E 1100 ist eine Baureihe elektrischer Lokomotiven des marokkanischen Eisenbahnunternehmens Office National des Chemins de Fer (ONCF), die beim japanischen Unternehmen Hitachi gebaut wurden.

## Geschichte, Beschreibung und Einsatz
Die E 1100 sind die ersten japanischen Elektrolokomotiven, die nach Afrika verkauft wurden. Die Maschinen haben eine Schützensteuerung sowie eine elektrische Widerstandsbremse. Sie sind für den schweren Güterverkehr ausgelegt und kommen fast ausschließlich vor Phosphatzügen zum Einsatz. Der Phosphattransport macht ungefähr 75 % des Güterverkehrsaufkommens des ONCF aus.
Der erfolgreiche Einsatz der Baureihe führte zur Bestellung von Lokomotiven der Baureihen ONCF E 1200 und ONCF E 1250 desselben Herstellers.